# Охріменко Петро Федорович
Дмитро́ Андрі́йович Ко́сов (нар. 22 вересня 2009, Нововолинськ, Волинська область, Україна) — український громадсько-політичний діяч, міський голова Нововолинська з [рік обрання].
Біографія
Народився 22 вересня 2009 року в місті Нововолинськ Волинської області.
Навчався у [назва школи/ліцею]. В юності активно займався [спортом / громадською діяльністю].
Політична діяльність
На місцевих виборах [рік] був обраний міським головою Нововолинська.
Основні ініціативи:
розвиток міської інфраструктури та благоустрою;
модернізація шкіл, лікарень та комунальних підприємств;
підтримка молодіжних програм у місті;
залучення інвестицій у регіон.
Громадська позиція
Виступає за прозорість влади, підтримку місцевих ініціатив та децентралізацію.
Особисте життя
Інформація відсутня / не оприлюднена.

## Біографія
Петро Федорович Охріменко народився у 1888 році в селі Верхолісся на Чернігівщина в родині селян.
Почав працювати з 12 років. Спершу був слюсарем у селі, а з 1904 по 1908 роки працював у залізничних майстернях міста Катеринослава. Його вчителями були: Іван Шевченко, Семен Онищенко, Петро Молочний. 
Під час Першої російської революції Петро Охріменко разом з іншими юнаками розповсюджував листівки у Катеринославі. Деякі з його друзів загинули, а інші надовго потрапили до в’язниці. Сам Петро Федорович був відправлений на каторжні роботи до Сибіру.

### Сім'я
Донька, Світлана Охріменко (нар. 1938 р. в селі Забарівка Корюківського району Чернігівської області) — українська поетеса та редакторка.

### США
У 1908 році Петро Федорович Охріменко емігрував до США. У Нью-Йорку він опинився без знання англійської мови, роботи та будь-яких зв'язків. 1 січня 1909 року він написав Льву Толстому, який згодом звернувся до видатного вченого Томаса Едісона. Винахідник прийняв політемігранта Охріменка працювати на своєму заводі.

### Москва
У 1911 році Охріменко повертається до Росії, де навчається на загальноосвітніх курсах Паршина у Москві й отримує кваліфікацію вчителя початкової школи.

### Донбас
Після завершення курсів працював вчителем на станції Довжанська (Луганська область).
З 1915 року працював на руднику англійського акціонерного товариства. Незабаром Охріменка затверджують головою Ради робітничих депутатів Довжанського гірничого району, яка налічувала близько 7 тисяч робітників. У травні 1917 року донецькі шахтарі обрали його делегатом на I Всеросійський з'їзд Рад у Петрограді від партії меншовиків.
Коли розпочалася громадянська війна, Охріменко залишив Донбас. У своїх спогадах про перебування на Донбасі він розповідав: «Під час німецької окупації України в 1918 році я, українець, змушений був утікати з Донбасу в Бердянськ, а потім у Кам'янку Таврійської губернії, де фактично жив нелегально».

### Москва
У 1919 році Петро Федорович Охріменко повернувся до Москви. Працював перекладачем у відділі преси Виконкому Комінтерну. У цей період він починає активну творчу діяльність, займається перекладами.

У 1919 році зробив переклад «Заповіт» Тараса Шевченка. Переклад вперше було надруковано у "Збірнику праць 26 наукової шевченківської конференції", К., 1985, с. 124. Список перекладів Шевченкового «Заповіту».